# Coppa Intercontinentale 1996 (calcio)
La Coppa Intercontinentale 1996 (denominata anche Toyota Cup 1996 per ragioni di sponsorizzazione) è stata la trentacinquesima edizione del trofeo riservato alle squadre vincitrici della UEFA Champions League e della Coppa Libertadores.

## Avvenimenti
L'edizione, decisa in gara unica a Tokyo, vede contendersi il titolo gli italiani della Juventus, vittoriosi in Champions League contro l'Ajax (negando agli olandesi la seconda partecipazione consecutiva) e gli argentini del River Plate, vittoriosi in Coppa Libertadores contro l'América de Cali.
La squadra bianconera, favorita della vigilia e presentatasi alla partita in ottime condizioni atletiche, controlla le operazioni nel primo tempo, durante il quale, grazie a un intenso pressing a centrocampo nonché alle buone prestazioni di Bokšić e Zidane, riesce a creare numerose occasioni da gol, senza però riuscire a finalizzarle.
Tale intensità paga dazio nel secondo tempo, quando l'undici torinese va incontro a un calo atletico; ciò nonostante costruisce altre tre nitide occasioni per passare in vantaggio, principalmente con Bokšić, originate anche dal posizionamento avanzato della retroguardia bonaerense. Tuttavia proprio la squadra argentina, al primo affondo concreto, ha la sua miglior occasione da rete con Ortega il quale, tentando un pallonetto nei pressi della linea di fondo, colpisce la parte superiore della traversa. La partita sembra destinata ad avviarsi ai tempi supplementari quando all'81', sugli sviluppi di un calcio d'angolo battuto da Di Livio, Bokšić spizza per Del Piero il quale, con un tiro a incrociare, insacca alle spalle di Bonano. A nulla varranno gli ultimi attacchi argentini, con Peruzzi bravo a salvare la sua porta sulle conclusioni di Ayala, Gancedo e Salas.
La squadra juventina riesce così ad assicurarsi il secondo successo nella manifestazione intercontinentale, riportando il trofeo in Italia dopo sei anni. Del Piero, autore della marcatura decisiva, verrà premiato come miglior giocatore della partita.
Nel 2017, la FIFA ha equiparato i titoli della Coppa del mondo per club e della Coppa Intercontinentale, riconoscendo a posteriori anche i vincitori dell'Intercontinentale come detentori del titolo ufficiale di «campione del mondo FIFA», inizialmente attribuito soltanto ai vincitori della Coppa del mondo per club.

## Tabellino
| Arbitro: | Márcio Rezende |

|               |           |  |
| Del Piero 81’ | Marcatori |  |

| Juventus | River Plate |

| Juventus       |    |                      |     |     |
|                |    |                      |     |     |
| P              | 1  | Angelo Peruzzi (C)   |     |     |
| D              | 3  | Moreno Torricelli    | 82’ |     |
| D              | 2  | Ciro Ferrara         |     |     |
| D              | 4  | Paolo Montero        | 51’ |     |
| D              | 5  | Sergio Porrini       | 67’ |     |
| C              | 7  | Angelo Di Livio      |     |     |
| C              | 14 | Didier Deschamps     |     |     |
| C              | 21 | Zinédine Zidane      | 84’ | 89’ |
| C              | 18 | Vladimir Jugović     | 50’ |     |
| A              | 10 | Alessandro Del Piero |     |     |
| A              | 9  | Alen Bokšić          |     |     |
| Sostituzioni:  |    |                      |     |     |
| C              | 20 | Alessio Tacchinardi  |     | 89’ |
| Allenatore:    |    |                      |     |     |
| Marcello Lippi |    |                      |     |     |

| River Plate   |    |                          |  |     |
|               |    |                          |  |     |
| P             | 1  | Roberto Bonano           |  |     |
| D             | 4  | Hernán Díaz              |  |     |
| D             | 2  | Celso Ayala              |  |     |
| D             | 6  | Eduardo Berizzo          |  |     |
| D             | 3  | Juan Pablo Sorín         |  |     |
| C             | 8  | Roberto Monserrat        |  |     |
| C             | 5  | Leonardo Astrada (C) 38’ |  |     |
| C             | 11 | Sergio Berti             |  | 74’ |
| C             | 9  | Enzo Francescoli         |  |     |
| A             | 10 | Ariel Ortega             |  |     |
| A             | 7  | Julio Cruz               |  | 83’ |
| Sostituzioni: |    |                          |  |     |
| C             | 14 | Leonel Gancedo           |  | 74’ |
| A             | 18 | Marcelo Salas            |  | 83’ |
| Allenatore:   |    |                          |  |     |
| Ramón Díaz    |    |                          |  |     |